# Reliance Anil Dhirubhai Ambani Group
 (mars 2019).
Ne doit pas être confondu avec l'entreprise Reliance Industries
Reliance Anil Dhirubhai Ambani Group (également appelée Reliance ADA Group) est une entreprise privée indienne, active dans les télécommunications, les médias, la santé, l'énergie, la finance ou la construction.

## Historique
En 1966, Dhirubhai Ambani fonde Reliance Commercial Corporation. Après son décès le 6 juillet 2002, ses deux fils reprennent la direction du groupe, qui est divisé en deux entités. Anil dirige le Reliance Anil Dhirubhai Ambani Group, et son frère Mukesh Ambani est à la tête de Reliance Industries, principalement présent dans l'industrie pétrochimique.

## Organisation
Ses principales filiales sont : 
- Reliance Communications : télécommunications
- Reliance Capital (en) : finance
- Reliance Power : énergie
- Reliance Entertainment : divertissement (détient 50 % de Dreamworks)
- Reliance Infrastructure : constructions de métro et d'aéroports